# San Bernardo (kommunhuvudort)
San Bernardo är en kommunhuvudort i Argentina.   Den ligger i provinsen Chaco, i den norra delen av landet, 800 km norr om huvudstaden Buenos Aires. San Bernardo ligger 88 meter över havet och antalet invånare är 11 101.
Terrängen runt San Bernardo är mycket platt. San Bernardo är det största samhället i trakten.
Omgivningarna runt San Bernardo är huvudsakligen savann. Runt San Bernardo är det glesbefolkat, med 12 invånare per kvadratkilometer.